# Transcription caucasienne
La transcription caucasienne est un groupe de transcriptions phonétiques utilisé dans l’étude des langues caucasiennes.